# 구 인천우체국
구 인천우체국은 인천광역시 중구 제물량로 183(항동6가)에 있는 인천우체국의 옛 청사이다.

## 문화재 지정
1982년 3월 2일 인천광역시의 유형문화재 제8호 인천우체국(仁川郵遞局)으로 지정되었다.
인천우체국(仁川郵遞局)은 일제강점기인 1923년 12월 10일 건축됐다. 우편업무 담당을 목적으로 지은 근대식 건물로, 당시 행정관청 치고는 웅대한 규모였다. 건립 당시의 명칭은 인천우편국이었으며, 해방 이후인 1949년 8월 인천우체국으로 개칭되었다. 입구 양쪽에 큰 기둥 형식의 탑부(塔部)를 세우고, 그 사이에 주두(柱頭: 기둥머리를 장식하여 공포를 받치는 재료)가 없는 여려개의 기둥을 받쳤다. 당시 행정 관청 건물은 윗부분에 돔 모양의 탑옥(塔屋)을 올려 놓은 것이 일반적이었지만, 이 건물은 이를 생략하는 등 평면과 세부적 외양이 기본 형식에서 약간 벗어나 있다. 6.25전쟁 때 일부가 파손되어 슬래브 지붕을 슬레이트로 보수하는 등 1957년 복구 공사를 마쳤다. 
이후  인천중동우체국이 들어와 있다가, 현재 인천중동우체국은 다른 건물로 이전하였다.

## 문화재 주변 현상변경 허용기준
2020년 1월 14일 문화재보호법」제13조 및「문화재보호법 시행규칙」제2조의2 규정에 의거 "시 지정문화재(인천우체국) 주변 현상변경 허용기준(변경) 고시"되었다.

## 사진

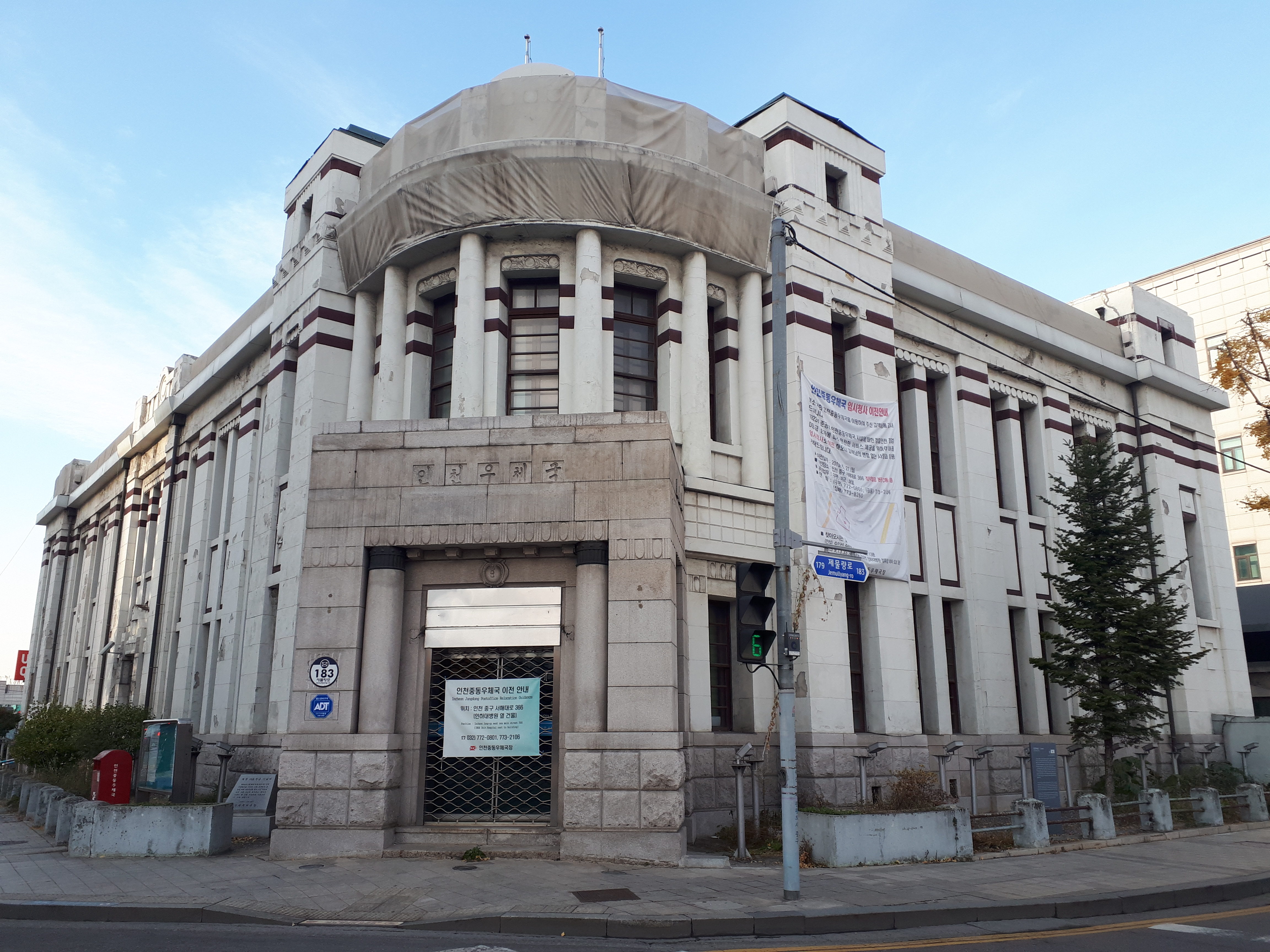
인천중동우체국 이전 이후, 인천우체국 명판이 확인되는 모습. 2019년 11월.

## 참고 문헌
- 구 인천우체국 - 국가유산청 국가유산포털